# El Gran Bajío
El Gran Bajío se le denomina a la alianza empresarial que se realiza en el 2020 de la región del Bajío mexicano conformado por las empresas de los estados de Querétaro, Aguascalientes, San Luis Potosí, Guanajuato, Michoacán y Zacatecas.

## Historia del Bajío empresarial
El Bajío fue fundado durante el siglo XVI donde fue lugar de encuentros, conflictos y grandes transformaciones. Durante 1500 la región estaba poco habitada y muy poco cultivada. Se podían identificar a cuatro grupos en la región de el Bajío: Guachiciles, guamares, tarascos y jonaces. Los pames por su parte vivían en el sureste del bajío, a ellos de acuerdo a tutino se les conocían como Chichimecas pueblos que vivían libres del poder de los estados.  Es a partir de 1530 que del sur llegaron los mesoamericanos, europeos y africanos que colonizaron la región, reconstituyendo así el poder, la producción y la cultura.
Durante decenas de años los Chichimecas que se encontraban en la región continuaron resistiendo a la invasión de los españoles.

“Fue otro otomí, Conín, bautizado más tarde como Fernando de Tapia quien encabezó la expansión por el Bajío, según fuentes de su propio poder modeló. Hacia el decenio de 1550, gobernaba una comunidad otomí afianzada en Querétaro” (Tutino, 2011, p. 112)

Para 1600 nace una economía comercial, un mercado emergente y una sociedad multicultural en Querétaro, 

“... la base de una Norteamérica española comercial y expansiva, cuya fundación fue encabezada por los guerreros- empresarios, otomíes y españoles.” (Tutino, 2011, p. 103)

Una cuenca fértil que se extiende a lo largo de los Estados Unidos Mexicanos de Guanajuato y Querétaro, al noroeste de la Ciudad de México. 
El Bajío se convirtió en parte de un Nuevo Mundo en la década de 1530, cuando los otomíes mesoamericanos y los frailes franciscanos construyeron Querétaro, un pueblo que rápidamente prosperó gracias a la agricultura y el comercio. El asentamiento se aceleró a medida que las minas de plata regionales comenzaron a florecer en la década de 1550.
La plata ató al Bajío a Europa y China; estimuló el desarrollo de una sociedad católica patriarcal comercial sin precedentes. Una frontera se extendía hacia el norte a través de vastas extensiones pobladas por personas de ascendencia europea, amerindia y africana. A medida que aumentaron la minería, la fabricación de telas y los cultivos de regadío, se profundizaron las desigualdades y se intensificaron los debates religiosos. 
Al analizar la economía política, las relaciones sociales y los conflictos culturales que animaron el Bajío y la América del Norte española entre 1500 y 1800, John Tutino describe un motor del capitalismo global y las tensiones que conducirían a su colapso en la revolución de 1810. 

## Indicadores generales de la región del Bajío
- Empresas: 4 mil 338 empresas[3] con inversión extranjera directa, siendo Querétaro y Guanajuato las que alojan al 72% de las mismas.
- Población: 19,809,149[4]
- Edad mediana: 28
- Población económicamente activa: 8,000,785

3,449,266 Mujeres
5,311,497 Hombres
Trabajadores IMSS: 3,255,390 a marzo de 2023.
| Municipios más poblados |
| ----------------------- |
| León                    |
| Querétaro               |
| Aguascalientes          |
| San Luis Potosí         |
| Morelia                 |
| Irapuato                |
| Celaya                  |
| Uruapan                 |

## Economía
Es una región dinámica en materia económica para los intereses del capital internacional.

El Bajío mexicano es un claro ejemplo del diseño económico regional a los intereses del mercado internacional, su ubicación geográfica como ruta estratégica para el comercio entre Asia, Estados Unidos, Centro América y México, la han catapultado como una región dinámica en materia económica y de gran envergadura para los intereses del capital internacional, estableciéndose ya grandes transnacionales como lo son: Nissan, Honda, General Motors, Volkswagen, Mazda. El discurso modernista ofrecido en los diferentes gobiernos entre crecimiento económico y desarrollo en el Bajío lleva a cuestionar si la construcción económica bajo la bandera del crecimiento económico realmente ha tenido impactos positivos en la calidad de vida y el bienestar de la población. (Rodríguez González, J. A., Vega Zayas, J. M.,  & Tagle Zamora, D, 2014, p. 8-9)

Exportaciones:
- 89,527 millones de dólares (2022)
- 78,351 millones de dólares (2021)

Crecimiento del PIB 2022: 1.4 a 2.3 *Estimación
PIB generado: 160,532 (millones de dólares)

## Competitividad
Querétaro ocupa el segundo lugar en el Índice de Competitividad Estatal 2023 aumentando dos posiciones respecto al 2022, Aguascalientes el séptimo lugar, San Luis Potosí el 17, Guanajuato el 19, Zacatecas el 26 y Michoacán el 28.

## Geografía
La meseta del Bajío está asentada entre 1600 y 2000 metros sobre el nivel del mar, lo que genera climas más cálidos.

La precipitación es típica del altiplano mexicano, con una media de entre 600 y 700 milímetros al año… Los ríos proporcionan al Bajío su enorme potencial: el Lerma tiene sus fuentes en el alto y húmedo valle de Toluca, al occidente de la Ciudad de México, y fluye hacia el noreste a través de las escarpadas tierras altas para surgir cerca de Acámbaro y descender hacia el Bajío. El río Querétaro tiene sus fuentes en las montañas allende la cuenca de Amazcala, al oriente de la ciudad de la que recibe su nombre. Unos manantiales perennes aumentan su caudal al caer por el barranco de San Pedro de la Cañada; cruza Querétaro, fluye hacia el occidente para confluir con el arroyo bendecido en la época colonial por Nuestra Señora del Pueblito, recibe un nuevo caudal de los manantiales de Apaseo y luego confluye con el río Laja, cerca de Celaya. El Laja principal al norte de Dolores, fluye hacia el sur a través de San Miguel (ahora de Allende), desciende por la cuenca en Chamacuero (hoy Comonfort) y baja aún más para unirse al río Querétaro en el corazón de la cuenca del Bajío, en Celaya. Al occidente de Celaya, los caudales combinados del Querétaro y el Laja se unen al río Lerma, que entonces se convierte en el río Santiago, Más al poniente, el río Turbio desciende del norte cerca de León para aportar más caudal, antes de que el gran Lerma-Santiago cruce a través del lago Chapala y, al salir de éste, pase a través de la Sierra Madre Occidental para desembocar en el Océano Pacífico. Las extensas y fértiles cuencas regadas por esos ríos definen el Bajío. (Tutino, 2011, p. 104-105)

## La minería en el Bajío
Para mediados del siglo XVI la plata generó un dinamismo económico en la región, lo cual generó diferentes conflictos, pues los europeos llegaron a América pensando en los metales preciosos ya que China había establecido como moneda de pago de impuestos la plata, lo cual hizo que su valor aumentara en los mercados internacionales. Querétaro, Zacatecas y Guanajuato tenían minas de plata, pero los españoles encontraron resistencia de los chichimecas para ceder los títulos sobre las propiedades de las mismas. 
Sin embargo el principal reto se convirtió en encontrar la mano de obra que trabajara las minas ante la negativa de los chichimecas, es por lo cual que empezaron a llegar inmigrantes de Mesoamérica para trabajar las minas, pero ante la escasez, los españoles optaron por la compra de esclavos africanos.

## Sector automotriz
Exportaciones del sector automotriz: 45,506 millones de dólares
Personal ocupado: 236,656
Ensambladoras: 22
Empresas TR1: 526
Empresas TR2: 642
Inversión extranjera directa: 24,442 MDD
Empresas con IED: 402
Exportaciones: 45,506 MDD